# Eva och Abraham Beem
Eva och Abraham Beem var nederländska judiska syskon som blev offer för förintelsen i Nederländerna. De hade fått nya identiteter med en kristen familj i ett försök att undvika deportation av nazisterna, men upptäcktes och deporterades till koncentrationslägret Auschwitz. De gasades till döds vid ankomsten den 6 mars 1944.

## Historik
Eva, född 21 maj 1932, och Abraham, född 13 juni 1934 föddes i Leeuwarden i norra Nederländerna. Deras föräldrar var Hartog och Rosette Beem. Båda föräldrarna var judar och aktiva i det judiska samfundet.
När Nazityskland invaderade landet 1940 började nazisterna skilja judarna från befolkningen och förbjöd dem att arbeta. Föräldrarna Beem insåg att de var i fara och bestämde sig för att gömma sig. Eva och hennes yngre bror Abraham skickades till staden Ermelo för att bo hos en kristen familj. De fick nya identiteter: Abraham fick namnet Jan de Witt och Eva fick namnet Linni de Witt. De gick på den lokala skolan och kunde skicka brev (om än i kod) till sina föräldrar.
År 1944 insåg nazisterna att judiska barn smugglades ut till byar på landsbygden. De fick även reda på att vissa människor var villiga att avslöja gömställen för judiska barn mot betalning. I februari 1944 plundrade fyra nederländska poliser huset där barnen hölls och efter att ha tvingat Abraham att klä av sig för att avslöja att han var omskuren arresterades de. Barnen deporterades till koncentrationslägret Auschwitz och gasades ihjäl omedelbart vid ankomsten. Eva var 11 år och Abraham var 9 när de dog.
Barnens far och mor överlevde förintelsen, men fick inte kännedom om sina barns död förrän efter kriget. Evas och Abrahams berättelse publicerades första gången 1988 av Teake Zijlstra, en journalist på Leeuwarder Courant. Den överlevande polisen skonades från dödsstraffet för att han ansågs ha handlat i plikt.
Berättelsen visas på Hollandsche Schouwburg (holländska teatern), minnesmärket av förintelsen i Amsterdam. Denna plats fungerade som en transitstation för judar som deporterades efter juli 1942, liksom i Dutch Resistance Museum, en del av Fries Museum i Leeuwarden.